# Ancelle della Madre di Dio
Le Ancelle della Madre di Dio (in spagnolo Siervas de la Madre de Dios; sigla S.M.D.) sono un istituto religioso femminile di diritto pontificio.

## Storia
La congregazione fu fondata i 25 marzo 1946 a Popayán, in Colombia, da Elisa Jaramillo Botero; le costituzioni dell'istituto furono redatte con l'aiuto del missionario claretiano Silvestro Apodaca.
La comunità su eretta in congregazione religiosa di diritto diocesano il 25 marzo 1955; le sue costituzioni furono approvate l'11 agosto 1958.

## Attività e diffusione
Le suore si dedicano all'istruzione dell'infanzia e della gioventù, specie di quella abbandonata.
Oltre che in Colombia, sono presenti in Ecuador; la sede generalizia è a Medellín.
Alla fine del 2015 l'istituto contava 56 religiose in 14 case.